# Makes Me Wonder
"Makes Me Wonder" là bài hát của ban nhạc đến từ Mỹ Maroon 5, phát hành làm đĩa đơn mở đầu cho album phòng thu thứ hai của họ có tên It Won't Be Soon Before Long (2007). Từ khi phát hành, ca khúc đã trở thành hit trên toàn thế giới, lập kỉ lục bước nhảy lên vị trí quán quân lớn nhất trên bảng xếp hạng Billboard Hot 100 Mỹ khi leo từ vị trí 64 đến vị trí số 1. Kỉ lục này tuy nhiên sau đó đã bị phá vỡ bởi "My Life Would Suck Without You" của Kelly Clarkson năm 2009.
Với thành tích trên, "Makes Me Wonder" cũng đồng thời trở thành ca khúc quán quân đầu tiên của Maroon 5 trên Hot 100, là ca khúc nhạc rock đầu tiên kể từ "How You Remind Me" của Nickelback dẫn đầu bảng xếp hạng này năm 2001. Ca khúc cũng đoạt giải Grammy hạng mục Trình diễn Pop xuất sắc nhất (Bộ đôi hoặc nhóm nhạc) tại giải Grammy lần thứ 50, là hit lớn nhì của nhóm cho đến nay, sau Moves Like Jagger.
Dù đạt được thành công về thương mại, những đánh giá chuyên môn cho bài hát có nhiều ý kiến khác nhau. Ca khúc đứng thứ 49 trong danh sách 100 bài hát hay nhất năm 2007 của Rolling Stone.

## Video âm nhạc
Video ra mắt lần đầu trên Total Request Live của MTV ngày 29 tháng 3 năm 2007. Video được quay tại Los Angeles International Airport và Los Angeles Department of Transportation, do John Hillcoat đạo diễn.

## Phiên bản
Bài hát có 2 phiên bản kiểm duyệt: phiên bản "sạch" và "siêu sạch". Phiên bản sạch của bài hát bị cắt từ "fuck" và phiên bản siêu sạch bị cắt thêm từ "damn" ở lời thứ 2. Phiên bản siêu sạch đã được chơi tại Kids Choice Awards 2007.
Nhà sản xuất âm nhạc Just Blaze đã remix "Makes Me Wonder", phiên bản remix sau đó đã có mặt trong album Call and Response: The Remix Album của nhóm.

## Track listings
| CD Promo | CD Promo                                | CD Promo   |
| STT      | Nhan đề                                 | Thời lượng |
| -------- | --------------------------------------- | ---------- |
| 1.       | "Makes Me Wonder" (Clean version)       | 3:32       |
| 2.       | "Makes Me Wonder" (Super clean version) | 3:31       |
| 3.       | "Makes Me Wonder" (Album version)       | 3:31       |

| US 2-track CD (Phát hành 27 tháng 3 năm 2007) | US 2-track CD (Phát hành 27 tháng 3 năm 2007) | US 2-track CD (Phát hành 27 tháng 3 năm 2007) |
| STT                                           | Nhan đề                                       | Thời lượng                                    |
| --------------------------------------------- | --------------------------------------------- | --------------------------------------------- |
| 1.                                            | "Makes Me Wonder" (Clean version)             | 3:31                                          |
| 2.                                            | "Makes Me Wonder" (Album version)             | 3:31                                          |

| Australian and German CD single (Phát hành 7 tháng 5 năm 2007 tại Úc; 11 tháng 5 năm 2007 tại Đức) | Australian and German CD single (Phát hành 7 tháng 5 năm 2007 tại Úc; 11 tháng 5 năm 2007 tại Đức) | Australian and German CD single (Phát hành 7 tháng 5 năm 2007 tại Úc; 11 tháng 5 năm 2007 tại Đức) |
| STT                                                                                                | Nhan đề                                                                                            | Thời lượng                                                                                         |
| -------------------------------------------------------------------------------------------------- | -------------------------------------------------------------------------------------------------- | -------------------------------------------------------------------------------------------------- |
| 1.                                                                                                 | "Makes Me Wonder"                                                                                  | 3:31                                                                                               |
| 2.                                                                                                 | "The Way I Was" (Non-Album Track)                                                                  | 4:19                                                                                               |
| 3.                                                                                                 | "Story" (Non-Album Track)                                                                          | 4:30                                                                                               |
| 4.                                                                                                 | "Makes Me Wonder" (Video)                                                                          | |

| UK Enhanced Maxi Multimedia CD single (Phát hành 14 tháng 5 năm 2007) | UK Enhanced Maxi Multimedia CD single (Phát hành 14 tháng 5 năm 2007) | UK Enhanced Maxi Multimedia CD single (Phát hành 14 tháng 5 năm 2007) |
| STT                                                                   | Nhan đề                                                               | Thời lượng                                                            |
| --------------------------------------------------------------------- | --------------------------------------------------------------------- | --------------------------------------------------------------------- |
| 1.                                                                    | "Makes Me Wonder" (Album version)                                     | 3:31                                                                  |
| 2.                                                                    | "Wake Up Call" (Enhanced Music Video)                                 |                                                                       |

## Xếp hạng
| Bảng xếp hạng (2007)                  | Vị trí cao nhất |
| ------------------------------------- | --------------- |
| Úc (ARIA)                             | 6               |
| Áo (Ö3 Austria Top 40)                | 12              |
| Bỉ (Ultratop 50 Flanders)             | 32              |
| Bỉ (Ultratop 50 Wallonia)             | 34              |
| Canada (Canadian Hot 100)             | 1               |
| Pháp (SNEP)                           | 40              |
| Đức (GfK)                             | 11              |
| Hungary (Rádiós Top 40)               | 1               |
| Ireland (IRMA)                        | 10              |
| Ý (FIMI)                              | 16              |
| Hà Lan (Dutch Top 40)                 | 7               |
| New Zealand (Recorded Music NZ)       | 8               |
| Na Uy (VG-lista)                      | 7               |
| Slovakia (IFPI)                       | 8               |
| Thụy Điển (Sverigetopplistan)         | 26              |
| Thụy Sĩ (Schweizer Hitparade)         | 14              |
| Anh (The Official Charts Company)     | 2               |
| Hoa Kỳ Billboard Hot 100              | 1               |
| Hoa Kỳ Pop 100 (Billboard)            | 1               |
| Hoa Kỳ Adult Contemporary (Billboard) | 9               |
| Hoa Kỳ Dance Club Songs (Billboard)   | 1               |

| Bảng xếp hạng (2007) | Vị trí |
| -------------------- | ------ |
| German Singles Chart | 96     |
| US Billboard Hot 100 | 13     |

## Lịch sử phát hành
| Quốc gia       | Ngày                     | Hãng đĩa   | Format       | Catalog      |
| -------------- | ------------------------ | ---------- | ------------ | ------------ |
| Vương quốc Anh | ngày 14 tháng 5 năm 2007 | Octone/A&M | CD (2-track) | 1734956      |
| Hoa Kỳ         | ngày 27 tháng 3 năm 2007 | A&M        | CD           | AMRR-12098-2 |